# Tadini
Tadini is een plaats in de gemeente Kaštelir-Labinci in de Kroatische provincie Istrië. De plaats telt 68 inwoners (2001).